# Altica tamaricis
Altica tamaricis es un coleóptero de la familia Chrysomelidae. Fue descrita científicamente por primera vez en 1785 por Schrank. Se encuentra en Europa.